# Bjarnarey
För andra betydelser, se Bjarnarey (olika betydelser).
Bjarnarey är en 0,32 km² stor ö i ögruppen Västmannaöarna. Ön är numera obebodd.